# پویی
پویی (به چینی: 溥仪) آخرین امپراتور چین، از خانواده سلطنتی ایزن جورو منچو، دوازدهمین و آخرین امپراتور دودمان چینگ و همین طور برای مدتی امپراتور دولت منچوری بود.
از او به عنوان «امپراتور دست‌نشانده» دولت ژاپن در منچوری و همچنین با عنوان «آخرین امپراتور» چین یاد می‌شود.
پویی در سه دوره زمانی سلطنت کرد. یکی از این دوران تنها ۱۲ روز به طول انجامید. وی سرانجام از تمام عنوان‌ها سلطنتی خلع شد و به عنوان یک «شهروند عادی» تا پایان عمرش زندگی کرد.
فیلم آخرین امپراتور به داستان زندگی او می‌پردازد.

## سلطنت
دوره اول سلطنت
پویی در تاریخ ۷ فوریه ۱۹۰۶ در خانواده سلطنتی ایزن جورو زاده شد و در تاریخ ۲ دسامبر ۱۹۰۸ و تنها در حالی که ۲ سال داشت، به عنوان دوازدهمین «امپراتور چین» از دودمان چینگ برگزیده شد. در تاریخ ۱۲ فوریه ۱۹۱۱ میلادی، انقلاب ۱۹۱۱ به رهبری سون یات سن به ثمر نشست و با اعلام «جمهوری چین»، دودمان چینگ سرنگون شد. با این وجود، با میانجی‌گری ژنرال یوآن شیکای، پویی با حفظ القاب و مزایای سلطنتی از کلیه سمت‌های حکومتی محروم شد و تنها حق زندگی در شهر ممنوعه به همراه خانواده‌اش به او داده شد.
در این دوران اداره بقیه کشور در عمل به دست نیروهای خارجی یا جنگ‌سالاران افتاد و فعالیت‌های کمونیستی در چین شدت یافت.
دوره دوم سلطنت
در تاریخ ۱ ژوئیه ۱۹۱۷ میلادی، ژنرال ژانگ زون که از طرفداران دودمان چینگ بود، با تصرف پکن، پویی را با عنوان «امپراتور چین» منصوب کرد، اما این دوره تنها ۱۲ روز به طول انجامید و نهایتاً در تاریخ ۱۲ ژوئیه ۱۹۱۷ میلادی، با دخالت ژنرال جنگ‌سالار دوئان گیرئی، پویی برای بار دوم از سلطنت خلع شد. در سال ۱۹۲۴ میلادی، جنگ‌سالار فنگ یوژیانگ، پویی، همسر و خانواده سلطنتی را به همراه مستخدمین‌شان از شهر ممنوعه اخراج کرد. پس از اخراج از شهر ممنوعه، پویی به مدت یک سال و نیم در سفارت ژاپن در پکن اقامت گزید و سپس در سال ۱۹۲۵ میلادی، به ویلایی در بخش تحت نفوذ ژاپن در تیانجین نقل مکان کرد.
دوره سوم سلطنت
وی برای بازپس‌گیری سلطنتش به کمک نیروهای خارجی و امپراتوری ژاپن متوسل شد. کنجی دویی‌هارا، فرمانده کانتوگون از ارتش سلطنتی ژاپن پس از دیدار با پویی، وی را فردی مناسب برای فرمانروایی منطقه منچوری در شمال شرقی کشور چین که در اشغال امپراتوری ژاپن بود، تشخیص داد.
در سال ۱۹۳۲ میلادی، پویی با کمک امپراتوری ژاپن ، به عنوان «حاکم» منطقه اشغال‌شده منچوری و در تاریخ ۱ مارس ۱۹۳۴ زیر عنوان «امپراتور منچوری» تاجگذاری کرد و دولت دست‌نشانده طرفدار ژاپن را تشکیل داد. سلطنت او بر منچوری تا تاریخ ۱۵ اوت ۱۹۴۵ میلادی و تا زمان اشغال منچوری توسط نیروهای ارتش سرخ ادامه داشت.

## شهروند عادی
پویی، با اشغال منچوری توسط ارتش سرخ به اسارت اتحاد جماهیر شوروی درآمد و به یک آسایش‌گاه بیماران مبتلا به سِل در شهر چیتا در جنوب شرقی سیبری فرستاده شد. در سال ۱۹۴۶ میلادی، پویی در دادگاه نظامی بین‌المللی شرق آسیا، علیه ارتش امپراتوری ژاپن شهادت داد. با تشکیل جمهوری خلق چین به رهبری مائو تسه‌تونگ در سال ۱۹۴۹ میلادی، حکومت کمونیستی روسیه، پویی را به دولت چین تحویل داد.
پویی به جرم «خیانت به کشور» و همکاری با «اشغالگران ژاپنی»، به مدت ده سال به زندانی به نام «مرکز مدیریت جنایتکاران جنگی فاش‌ئون» فرستاده شد. پس از «بازپروری» به مدت ۸ سال به عنوان یک «شهروند عادی» زندگی کرد.
پویی، در تاریخ ۱۷ اکتبر ۱۹۶۷ میلادی، در پکن درگذشت.

## فرهنگ عامه
فیلم آخرین امپراتور به کارگردانی برناردو برتولوچی زندگی پویی را به تصویر درآورده‌است. این فیلم، جایزهٔ اسکار بهترین فیلم را در سال ۱۹۸۷ به‌دست آورد.